# 卢皮扬
卢皮扬（法語：Loupian，法語發音：[lupjɑ̃]）是法国埃罗省的一个市镇，位于该省中南部，属于蒙彼利埃区。

## 地理
卢皮扬（43°27'0"N, 3°36'50"E）面积16 平方千米，位于法国奧克西塔尼大區埃罗省，该省份为法国南部沿海省份，南濒地中海，西南接奥德省，西北接塔恩省和阿韦龙省，东北与加尔省接壤。
与卢皮扬接壤的市镇（或旧市镇、城区）包括：布济格、梅兹、普桑、塞特、维勒韦拉克。

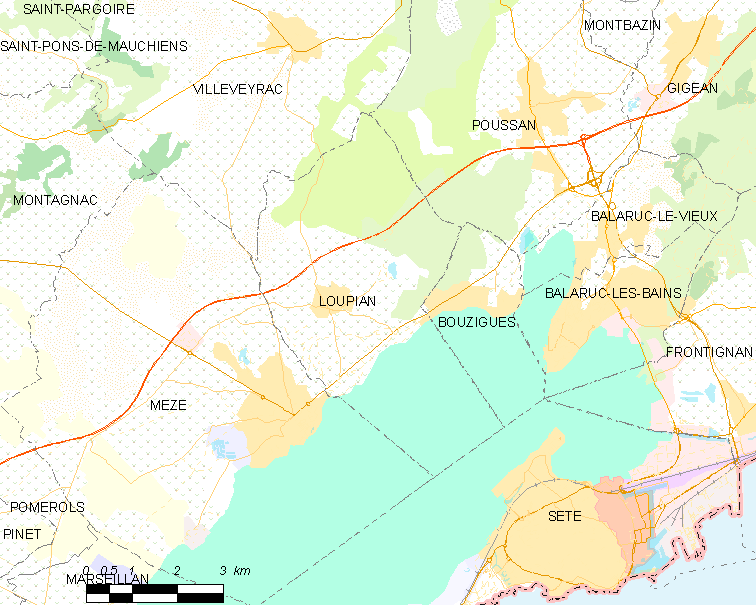
卢皮扬的OSM定位图

卢皮扬的时区为UTC+01:00、UTC+02:00（夏令时）。

## 行政
卢皮扬的邮政编码为34140，INSEE市镇编码为34143。

## 政治
卢皮扬所属的省级选区为梅兹县。

## 人口

1962-2008年间卢皮扬人口变化图示

卢皮扬于2022年1月1日时的人口数量为2179人。